# Попенченко Валерій Володимирович
Вале́рій Володи́мирович Попе́нченко (рос. Попенченко Валерий Владимирович; нар. 26 серпня 1937, Москва — пом. 15 лютого 1975, Москва) — радянський боксер, олімпійський чемпіон, Заслужений майстер спорту СРСР (1964), кандидат технічних наук.

## Біографія
Народився в Москві. У 1955 із золотою медаллю закінчив Ташкентське суворовське училище. Боксом почав займатися у 1948 р. Перший тренер — Юрій Матулевіч-Ільїчов. Вчився в Ленінградському військово-морському прикордонному училищі (1955). Під час навчання тренувався в спортклубі «Динамо» у Григорія Кусік'янца.
На любительському ринзі провів 213 боїв, здобув 200 перемог. Валерію Попенченко був притаманний атакуючий стиль, багатоударні серії, що завершуються довгим правим боковим ударом. Володів дуже своєрідною манерою боксування, яка була далекою від класичних канонів і розуміння багатьох фахівців. Але завдяки їй більше половини своїх перемог завершував нокаутом.
З 1970 очолював кафедру фізичного виховання в МВТУ імені Баумана. Кандидат технічних наук. У 1975 році (у рік своєї смерті) планував захищати в цьому виші докторську дисертацію. Автор книги «… І вічно бій!», багатьох статей з методики навчання боксу і фізичному вихованню студентів.
Загинув в результаті нещасного випадку при нез'ясованих досі обставинах. Його тіло виявили на кам'яній підлозі центрального сходового прольоту МВТУ імені Баумана. Офіційна версія: «Впав з третього поверху в результаті нещасного випадку». Похований на кладовищі «Введенські гори» в Москві.
Нагороджений орденом Трудового Червоного Прапора (1965).

## Спортивні досягнення
- Шестиразовий чемпіон СРСР — 1959, 1961—1965.
- Дворазовий чемпіон Європи.
- Чемпіон Олімпійських ігор 1964 р. в Токіо, лауреат Кубка Вела Баркера — єдиний з радянських боксерів, що отримав цю нагороду.

## Визнання
2008 р. в Росії вийшов документальний фільм «Містер Нокаут. Загадка Валерія Попенченко» (рос. «Мистер Нокаут. Загадка Валерия Попенченко»).
У Магадані вже понад 30 років проводяться міжнародні турніри з боксу імені Валерія Попенченко. З 2007 р. в спортивному клубі МВТУ імені Баумана Москви проходить міжнародний боксерський турнір з таким же ім'ям.